# یدالله شهیدی
یدالله شهیدی (زاده ۱۴ تیر ۱۳۲۸) تهیه‌کننده اهل ایران است.

## تهیه‌کننده
- تلافی (۱۳۸۶)
- بی‌وفا (۱۳۸۵)
- مجردها (۱۳۸۳)
- دختر ایرونی (۱۳۸۱)
- شام آخر (۱۳۸۰)
- مرد آفتابی (۱۳۷۴)
- بهشت پنهان (۱۳۷۳)
- تحفه هند (۱۳۷۳)
- نیش (۱۳۷۳)
- دو روی سکه (۱۳۷۱)
- قافله (۱۳۷۱)
- آواز تهران (۱۳۷۰)
- شانس زندگی (۱۳۷۰)
- تیغ آفتاب (۱۳۶۹)

## جشنواره‌ها
- جایزه بهترین فیلم بلند برای فیلم شام آخر در ششمین دوره جشنواره بین‌المللی بنیاد فیلم، موسیقی و هنر آرپا در آمریکا - ۱۳۸۲
- کاندیدای بهترین فیلم دوم برای فیلم مرد آفتابی در چهاردهمین دوره جشنواره فیلم فجر - ۱۳۷۴